# Kanada na Zimowych Igrzyskach Olimpijskich Młodzieży 2012
Kanadę na Zimowych Igrzyskach Olimpijskich Młodzieży 2012, które odbywały się w Innsbrucku reprezentowało 52 zawodników.

## Skład reprezentacji Kanady

### Biathlon
Chłopcy
| Zawodnicy     | Konkurencja    | Bieg    | Bieg       | Miejsce |
| Zawodnicy     | Konkurencja    | Czas    | Strzelanie | Miejsce |
| ------------- | -------------- | ------- | ---------- | ------- |
| Stuart Harden | Sprint         | 19:51.3 | 0+0        | 4.      |
| Stuart Harden | Bieg pościgowy | 30:05.7 | 0+0+0+1    | 7.      |
| Aidan Millar  | Sprint         | 23:23.1 | 4+3        | 43.     |
| Aidan Millar  | Bieg pościgowy | 34:16.5 | 1+2+2+0    | 32.     |

Dziewczęta
| Zawodniczki       | Konkurencja    | Bieg    | Bieg       | Miejsce |
| Zawodniczki       | Konkurencja    | Czas    | Strzelanie | Miejsce |
| ----------------- | -------------- | ------- | ---------- | ------- |
| Sarah Beaudry     | Sprint         | 19:49.9 | 2+2        | 22.     |
| Sarah Beaudry     | Bieg pościgowy | 31:05.4 | 1+0+1+0    | 14.     |
| Danielle Vrielink | Sprint         | 18:45.9 | 1+0        | 9.      |
| Danielle Vrielink | Bieg pościgowy | 30:34.8 | 0+1+0+1    | 11.     |

Sztafeta mieszana
| Zawodnicy                                                  | Konkurencja       | Bieg      | Bieg       | Miejsce |
| Zawodnicy                                                  | Konkurencja       | Czas      | Strzelanie | Miejsce |
| ---------------------------------------------------------- | ----------------- | --------- | ---------- | ------- |
| Sarah Beaudry Danielle Vrielink Aidan Millar Stuart Harden | Sztafeta mieszana | 1:17:29.7 | 5+13       | 9.      |

### Biegi narciarskie
Chłopcy
| Zawodnik         | Konkurencja   | Kwalifikacje | Kwalifikacje | Ćwierćfinał | Ćwierćfinał | Półfinał      | Półfinał      | Finał         | Finał         |
| Zawodnik         | Konkurencja   | Wynik        | Miejsce      | Wynik       | Miejsce     | Wynik         | Miejsce       | Wynik         | Miejsce       |
| ---------------- | ------------- | ------------ | ------------ | ----------- | ----------- | ------------- | ------------- | ------------- | ------------- |
| Matthew Saurette | Sprint        | 1:49.26      | 23 Q         | 1:48.4      | 6.          | Nie awansował | Nie awansował | Nie awansował | Nie awansował |
| Matthew Saurette | Bieg na 10 km |              |              |             |             |               |               | 32:55.8       | 29.           |

Dziewczęta
| Zawodniczka         | Konkurencja  | Kwalifikacje | Kwalifikacje | Ćwierćfinał | Ćwierćfinał | Półfinał | Półfinał | Finał          | Finał          |
| Zawodniczka         | Konkurencja  | Wynik        | Miejsce      | Wynik       | Miejsce     | Wynik    | Miejsce  | Wynik          | Miejsce        |
| ------------------- | ------------ | ------------ | ------------ | ----------- | ----------- | -------- | -------- | -------------- | -------------- |
| Maya Macisaac-Jones | Sprint       | 2:01.99      | 15 Q         | 2:01.3      | 1 Q         | 2:02.4   | 4.       | Nie awansowała | Nie awansowała |
| Maya Macisaac-Jones | Bieg na 5 km |              |              |             |             |          |          | 16:31.0        | 17.            |

Sztafeta mieszana z biathlonem
| Zawodnicy                                                            | Konkurencja                    | Bieg      | Bieg       | Miejsce |
| Zawodnicy                                                            | Konkurencja                    | Czas      | Strzelanie | Miejsce |
| -------------------------------------------------------------------- | ------------------------------ | --------- | ---------- | ------- |
| Danielle Vrielink Maya Macisaac-Jones Stuart Harden Matthew Saurette | Sztafeta mieszana z biathlonem | 1:08:10.9 | 0+4        | 13.     |

### Bobsleje
Chłopcy
| Zawodnicy                     | Konkurencja | Wyniki  | Wyniki  | Wyniki  | Wyniki  |
| Zawodnicy                     | Konkurencja | Zjazd 1 | Zjazd 2 | Łącznie | Miejsce |
| ----------------------------- | ----------- | ------- | ------- | ------- | ------- |
| Payton Berezowski Clay Sparks | Dwójki      | 55.26   | 55.28   | 1:50.54 | 9.      |

Dziewczęta
| Zawodniczki                  | Konkurencja | Wyniki  | Wyniki  | Wyniki  | Wyniki  |
| Zawodniczki                  | Konkurencja | Zjazd 1 | Zjazd 2 | Łącznie | Miejsce |
| ---------------------------- | ----------- | ------- | ------- | ------- | ------- |
| Mercedes Miller Casey Froese | Dwójki      | 57.29   | 57.29   | 1:54.58 | 7.      |

### Curling

#### Miksty
| Czwarty/-a     | Trzeci/-a    | Drugi/-a      | Otwierający/-a |
| -------------- | ------------ | ------------- | -------------- |
| Thomas Scoffin | Corryn Brown | Derek Oryniak | Emily Gray     |

##### Klasyfikacja
| #  | Kraj              | W | P |
| -- | ----------------- | - | - |
| 1  | Szwajcaria        | 9 | 1 |
| 2  | Włochy            | 6 | 4 |
| 3  | Kanada            | 7 | 3 |
| 4  | Szwecja           | 7 | 3 |
| 5  | Stany Zjednoczone | 7 | 1 |
| 6  | Czechy            | 4 | 4 |
| 7  | Japonia           | 4 | 4 |
| 8  | Norwegia          | 4 | 5 |
| 9  | Chiny             | 3 | 5 |
| 10 | Wielka Brytania   | 3 | 4 |
| 11 | Rosja             | 3 | 4 |
| 12 | Korea Południowa  | 2 | 5 |
| 13 | Nowa Zelandia     | 2 | 5 |
| 14 | Austria           | 2 | 5 |
| 15 | Niemcy            | 1 | 6 |
| 16 | Estonia           | 1 | 6 |

| Grupa czerwona | Grupa czerwona  | Grupa czerwona | Grupa czerwona |
| #              | Kraj            | W              | P              |
| -------------- | --------------- | -------------- | -------------- |
| 1              | Szwecja         | 6              | 1              |
| 2              | Kanada          | 5              | 2              |
| 3              | Japonia         | 4              | 3              |
| 4              | Włochy          | 4              | 3              |
| 5              | Rosja           | 3              | 4              |
| 6              | Wielka Brytania | 3              | 4              |
| 7              | Austria         | 2              | 5              |
| 8              | Niemcy          | 1              | 6              |

##### Round Robin
| Tor | Kraj | Kraj    | 1 | 2 | 3 | 4 | 5 | 6 | 7 | 8 | Ogółem |
| A   |      | Austria | 0 | 0 | 0 | 1 | 0 | 3 | 0 | 2 | 6      |
| A   |      | Kanada  | 0 | 3 | 0 | 0 | 1 | 0 | 1 | 0 | 5      |

| Tor | Kraj | Kraj   | 1 | 2 | 3 | 4 | 5 | 6 | 7 | 8 | Ogółem |
| C   |      | Kanada | 0 | 1 | 0 | 0 | 1 | 1 | 3 | x | 6      |
| C   |      | Włochy | 0 | 0 | 0 | 0 | 0 | 0 | 0 | x | 0      |

| Tor | Kraj | Kraj            | 1 | 2 | 3 | 4 | 5 | 6 | 7 | 8 | Ogółem |
| D   |      | Kanada          | 1 | 2 | 0 | 4 | 0 | 1 | x | x | 8      |
| D   |      | Wielka Brytania | 0 | 0 | 0 | 0 | 2 | 0 | x | x | 2      |

| Tor | Kraj | Kraj   | 1 | 2 | 3 | 4 | 5 | 6 | 7 | 8 | Ogółem |
| B   |      | Rosja  | 0 | 0 | 0 | 0 | 1 | 0 | x | x | 1      |
| B   |      | Kanada | 1 | 2 | 2 | 1 | 0 | 1 | x | x | 7      |

| Tor | Kraj | Kraj    | 1 | 2 | 3 | 4 | 5 | 6 | 7 | 8 | 9 | Ogółem |
| D   |      | Szwecja | 0 | 1 | 0 | 0 | 2 | 0 | 2 | 0 | 1 | 6      |
| D   |      | Kanada  | 1 | 0 | 1 | 0 | 0 | 1 | 0 | 2 | 0 | 5      |

| Tor | Kraj | Kraj    | 1 | 2 | 3 | 4 | 5 | 6 | 7 | 8 | Ogółem |
| A   |      | Kanada  | 3 | 0 | 0 | 0 | 4 | 0 | 2 | x | 9      |
| A   |      | Japonia | 0 | 1 | 0 | 1 | 0 | 2 | 0 | x | 4      |

17 stycznia
| Tor | Kraj | Kraj   | 1 | 2 | 3 | 4 | 5 | 6 | 7 | 8 | Ogółem |
| C   |      | Niemcy | 2 | 1 | 0 | 0 | 0 | 0 | 1 | 0 | 4      |
| C   |      | Kanada | 0 | 0 | 2 | 1 | 0 | 2 | 0 | 1 | 6      |

| Tor | Kraj | Kraj   | 1 | 2 | 3 | 4 | 5 | 6 | 7 | 8 | Ogółem |
| A   |      | Czechy | 2 | 0 | 1 | 0 | 0 | 2 | 1 | 0 | 6      |
| A   |      | Kanada | 0 | 2 | 0 | 3 | 2 | 0 | 0 | 0 | 7      |

| Tor | Kraj | Kraj   | 1 | 2 | 3 | 4 | 5 | 6 | 7 | 8 | Ogółem |
| D   |      | Włochy | 2 | 0 | 1 | 3 | 0 | 1 | 1 | x | 8      |
| D   |      | Kanada | 0 | 1 | 0 | 0 | 1 | 0 | 0 | x | 2      |

Mecz o brązowy medal
18 stycznia 2012
| Tor | Kraj | Kraj    | 1 | 2 | 3 | 4 | 5 | 6 | 7 | 8 | Ogółem |
| B   |      | Kanada  | 1 | 0 | 2 | 0 | 1 | 1 | 0 | 1 | 6      |
| B   |      | Szwecja | 0 | 1 | 0 | 3 | 0 | 0 | 0 | 0 | 4      |

#### Pary mieszane
| Drużyna | Kobieta          | Mężczyzna        | Rezultat    |
| ------- | ---------------- | ---------------- | ----------- |
| 5       | Kelsi Heath      | Thomas Scoffin   | Runda 2     |
| 13      | Corryn Brown     | Martin Reichel   | Ćwierćfinał |
| 21      | Emily Gray       | Robert-Kent Päll | Runda 1     |
| 29      | Frederike Manner | Derek Oryniak    | Runda 1     |

Runda 1
| Tor | Drużyna | Drużyna              | 1 | 2 | 3 | 4 | 5 | 6 | 7 | 8 | Ogółem |
| C   |         | Heath / Scoffin      | 0 | 0 | 4 | 1 | 1 | 0 | 3 | x | 9      |
| C   |         | Kitaguchi / Muirhead | 1 | 2 | 0 | 0 | 0 | 2 | 0 | x | 5      |

| Tor | Drużyna | Drużyna         | 1 | 2 | 3 | 4 | 5 | 6 | 7 | 8 | Ogółem |
| C   |         | Brown / Reichel | 1 | 0 | 0 | 3 | 0 | 1 | 1 | 0 | 6      |
| C   |         | Cao / Usui      | 0 | 1 | 1 | 0 | 1 | 0 | 0 | 1 | 4      |

| Tor | Drużyna | Drużyna              | 1 | 2 | 3 | 4 | 5 | 6 | 7 | 8 | Ogółem |
| C   |         | Gray / Päll          | 0 | 0 | 0 | 2 | 0 | 0 | 0 | x | 2      |
| C   |         | Moskalewa / Horigome | 1 | 1 | 3 | 0 | 1 | 1 | 1 | x | 8      |

| Tor | Drużyna | Drużyna          | 1 | 2 | 3 | 4 | 5 | 6 | 7 | 8 | Ogółem |
| C   |         | Manner / Oryniak | 0 | 0 | 0 | 1 | 0 | 0 | x | x | 1      |
| C   |         | Tamakuma / Yoo   | 3 | 2 | 3 | 0 | 5 | 1 | x | x | 14     |

Runda 2
| Tor | Drużyna | Drużyna          | 1 | 2 | 3 | 4 | 5 | 6 | 7 | 8 | Ogółem |
| A   |         | Heath / Scoffin  | 0 | 1 | 0 | 1 | 1 | 0 | 2 | 0 | 5      |
| A   |         | Hruzova / Waskow | 2 | 0 | 1 | 0 | 0 | 1 | 0 | 2 | 6      |

| Tor | Drużyna | Drużyna          | 1 | 2 | 3 | 4 | 5 | 6 | 7 | 8 | Ogółem |
| A   |         | Brown / Reichel  | 1 | 1 | 1 | 2 | 0 | 1 | 1 | 0 | 7      |
| A   |         | Kang / Krupansky | 0 | 0 | 0 | 0 | 2 | 0 | 0 | 2 | 4      |

Ćwierćfinał
21 stycznia 2012
| Tor | Drużyna | Drużyna            | 1 | 2 | 3 | 4 | 5 | 6 | 7 | 8 | Ogółem |
| D   |         | Brown / Reichel    | 0 | 0 | 0 | 1 | 0 | 1 | 1 | x | 3      |
| D   |         | Werenich / Dropkin | 1 | 2 | 2 | 0 | 4 | 0 | 0 | x | 9      |

### Hokej na lodzie
Chłopcy
Tabela
Lp. = lokata, M = liczba rozegranych spotkań, W = Wygrane, WpD = Wygrane po dogrywce lub karnych, PpD = Porażki po dogrywce lub karnych, P = Porażki, G+ = Gole strzelone, G- = Gole stracone, Pkt = Liczba zdobytych punktów
| Lp. | Zespół            | M | Pkt | W | WpD | PpD | P | G + | G – | +/− |
| --- | ----------------- | - | --- | - | --- | --- | - | --- | --- | --- |
| 1   | Rosja             | 4 | 9   | 3 | 0   | 0   | 1 | 25  | 9   | +16 |
| 2   | Kanada            | 4 | 8   | 2 | 1   | 0   | 1 | 20  | 7   | +13 |
| 3   | Finlandia         | 4 | 7   | 2 | 0   | 1   | 1 | 13  | 11  | +2  |
| 4   | Stany Zjednoczone | 4 | 6   | 2 | 0   | 0   | 2 | 14  | 18  | -4  |
| 5   | Austria           | 4 | 0   | 0 | 0   | 0   | 0 | 3   | 30  | -27 |

Grupa A
Wyniki
| 13 stycznia 2012 | Rosja | 4:3 | Kanada | Tyrolean Ice Arena |

| Szczegóły      | Szczegóły | Szczegóły       | Szczegóły | Szczegóły                                                                       |
| -------------- | --------- | --------------- | --------- | ------------------------------------------------------------------------------- |
| Godzina: 14:45 |           | (2:1, 2:1, 0:1) |           | Widzów: 932 Sędzia główny: Andreas Harnebring Sędziowie liniowi: Daniel Persson |

| 15 stycznia 2012 | Kanada | 5:1 | Stany Zjednoczone | Tyrolean Ice Arena |

| Szczegóły      | Szczegóły | Szczegóły       | Szczegóły | Szczegóły                                                                       |
| -------------- | --------- | --------------- | --------- | ------------------------------------------------------------------------------- |
| Godzina: 18:00 |           | (1:0, 2:1, 2:0) |           | Widzów: 2,575 Sędzia główny: Simon Aicher Sędziowie liniowi: Andreji Haurylenka |

| 17 stycznia 2012 | Austria | 0:9 | Kanada | Tyrolean Ice Arena |

| Szczegóły      | Szczegóły | Szczegóły       | Szczegóły | Szczegóły                                                                   |
| -------------- | --------- | --------------- | --------- | --------------------------------------------------------------------------- |
| Godzina: 12:00 |           | (0:4, 0:2, 0:3) |           | Widzów: 749 Sędzia główny: Stian Halm Sędziowie liniowi: Andreji Haurylenka |

| 18 stycznia 2012 | Kanada | 3:2 pk. | Finlandia | Tyrolean Ice Arena |

| Szczegóły      | Szczegóły | Szczegóły                 | Szczegóły | Szczegóły                                                                           |
| -------------- | --------- | ------------------------- | --------- | ----------------------------------------------------------------------------------- |
| Godzina: 11:45 |           | (0:0, 2:1, 0:1, 0:0, 2:1) |           | Widzów: 1,261 Sędzia główny: Andreas Harnebring Sędziowie liniowi: Martin Smeibidlo |

Półfinał
| 20 stycznia 2012 | Kanada | 1:2 | Finlandia | Tyrolean Ice Arena |

| Szczegóły      | Szczegóły | Szczegóły       | Szczegóły | Szczegóły                                                                |
| -------------- | --------- | --------------- | --------- | ------------------------------------------------------------------------ |
| Godzina: 18:45 |           | (1:1, 0:0, 0:1) |           | Widzów: 1,426 Sędzia główny: Simon Aicher Sędziowie liniowi: Tilen Pahor |

Mecz o brązowy medal
| 21 stycznia 2012 | Kanada | 7:5 | Stany Zjednoczone | Tyrolean Ice Arena |

| Szczegóły      | Szczegóły | Szczegóły       | Szczegóły | Szczegóły                                                                 |
| -------------- | --------- | --------------- | --------- | ------------------------------------------------------------------------- |
| Godzina: 16:45 |           | (3:1, 4:1, 0:3) |           | Widzów: 1,592 Sędzia główny: Stian Halm Sędziowie liniowi: Benjamin Hoppe |

### Kombinacja norweska
Chłopcy
| Zawodnik      | Konkurencja   | Skok   | Skok    | Bieg   | Bieg       | Razem   | Razem   |
| Zawodnik      | Konkurencja   | Punkty | Pozycja | Strata | Czas biegu | Czas    | Miejsce |
| ------------- | ------------- | ------ | ------- | ------ | ---------- | ------- | ------- |
| Nathaniel Mah | Indywidualnie | 122.6  | 9       | 1:00   | 28:35.0    | 29:35.0 | 11.     |

### Narciarstwo alpejskie
Chłopcy
| Zawodnicy      | Konkurencja     | Wyniki       | Wyniki       | Wyniki       | Wyniki       |
| Zawodnicy      | Konkurencja     | Runda 1      | Runda 2      | Razem        | Miejsce      |
| -------------- | --------------- | ------------ | ------------ | ------------ | ------------ |
| Martin Grasic  | Slalom          | 41.57        | 40.75        | 1:22.32      | 10.          |
| Martin Grasic  | Slalom gigant   | Nie ukończył | Nie ukończył | Nie ukończył | Nie ukończył |
| Martin Grasic  | Supergigant     |              |              | Nie ukończył | Nie ukończył |
| Martin Grasic  | Superkombinacja | 1:06.88      | 39.49        | 1:46.37      | 20.          |
| Lambert Quezel | Slalom          | Nie ukończył | Nie ukończył | Nie ukończył | Nie ukończył |
| Lambert Quezel | Slalom gigant   | 1:00.75      | 56.66        | 1:57.41      | 16.          |
| Lambert Quezel | Supergigant     |              |              | 1:07.40      | 20.          |
| Lambert Quezel | Superkombinacja | 1:05.96      | 40.23        | 1:46.19      | 18.          |

Dziewczęta
| Zawodniczki   | Konkurencja     | Wyniki        | Wyniki        | Wyniki        | Wyniki        |
| Zawodniczki   | Konkurencja     | Runda 1       | Runda 2       | Razem         | Miejsce       |
| ------------- | --------------- | ------------- | ------------- | ------------- | ------------- |
| Roni Remme    | Slalom          | 42.05         | 39.20         | 1:21.25       |               |
| Roni Remme    | Slalom gigant   | 1:00.04       | 1:00.03       | 2:00.07       | 15.           |
| Roni Remme    | Supergigant     |               |               | Nie ukończyła | Nie ukończyła |
| Roni Remme    | Superkombinacja | 1:06.37       | 36.89         | 1:43.26       | 9.            |
| Mikaela Tommy | Slalom          | Nie ukończyła | Nie ukończyła | Nie ukończyła | Nie ukończyła |
| Mikaela Tommy | Slalom gigant   | 57.69         | Nie ukończyła | Nie ukończyła | Nie ukończyła |
| Mikaela Tommy | Supergigant     |               |               | 1:07.06       | 11.           |
| Mikaela Tommy | Superkombinacja | Nie ukończyła | Nie ukończyła | Nie ukończyła | Nie ukończyła |

Drużynowy slalom równoległy
| Zawodnicy                                             | Konkurencje                 | Ćwierćfinał     | Półfinał       | Finał          | Miejsce        |
| ----------------------------------------------------- | --------------------------- | --------------- | -------------- | -------------- | -------------- |
| Mikaela Tommy Martin Grasic Roni Remme Lambert Quezel | Drużynowy slalom równoległy | Austria · P 0-4 | Nie awansowali | Nie awansowali | Nie awansowali |

### Narciarstwo dowolne
Chłopcy
| Zawodnicy    | Konkurencja | Kwalifikacje | Kwalifikacje | Ćwierćfinał | Ćwierćfinał | Półfinał  | Półfinał  | Finał     | Finał     |
| Zawodnicy    | Konkurencja | Czas         | Miejsce      | Czas        | Miejsce     | Czas      | Miejsce   | Czas      | Miejsce   |
| ------------ | ----------- | ------------ | ------------ | ----------- | ----------- | --------- | --------- | --------- | --------- |
| Aaron MacKay | Halfpipe    | 72.25        | 5 Q          |             |             |           |           | 76.50     | 6.        |
| Matt Herauf  | Ski cross   | 57.34        |              | Anulowane   | Anulowane   | Anulowane | Anulowane | Anulowane | Anulowane |

Dziewczęta
| Zawodniczki     | Konkurencja | Kwalifikacje | Kwalifikacje | Ćwierćfinał | Ćwierćfinał | Półfinał  | Półfinał  | Finał     | Finał     |
| Zawodniczki     | Konkurencja | Czas         | Miejsce      | Czas        | Miejsce     | Czas      | Miejsce   | Czas      | Miejsce   |
| --------------- | ----------- | ------------ | ------------ | ----------- | ----------- | --------- | --------- | --------- | --------- |
| Shannon Gunning | Halfpipe    | 64.00        | 4 Q          |             |             |           |           | 62.00     | 4.        |
| India Sherret   | Ski cross   | 1:00.21      | 4.           | Anulowane   | Anulowane   | Anulowane | Anulowane | Anulowane | Anulowane |

### Saneczkarstwo
Chłopcy
| Zawodnicy     | Konkurencja | Finał   | Finał   | Finał    | Finał   |
| Zawodnicy     | Konkurencja | Ślizg 1 | Ślizg 2 | Razem    | Miejsce |
| ------------- | ----------- | ------- | ------- | -------- | ------- |
| John Fenell   | Jedynki     | 40.162  | 40.029  | 1:20.191 | 7       |
| Mitchel Malyk | Jedynki     | 40.096  | 39.947  | 1:20.043 | 5       |

Dziewczęta
| Zawodniczka    | Konkurencja | Ślizg 1 | Ślizg 2 | Łącznie  | Miejsce |
| -------------- | ----------- | ------- | ------- | -------- | ------- |
| Tara Disturnal | Jedynki     | 40.793  | 40.903  | 1:21.696 | 11      |

### Skeleton
Chłopcy
| Zawodnik      | Konkurencja | Finał   | Finał   | Finał   | Finał   |
| Zawodnik      | Konkurencja | Ślizg 1 | Ślizg 2 | Łącznie | miejsce |
| ------------- | ----------- | ------- | ------- | ------- | ------- |
| Corey Gillies | ślizg       | 58.35   | 57.47   | 1:55.82 |         |

Dziewczęta
| Zawodniczka    | Konkurencja | Finał   | Finał   | Finał   | Finał   |
| Zawodniczka    | Konkurencja | Ślizg 1 | Ślizg 2 | Łącznie | Miejsce |
| -------------- | ----------- | ------- | ------- | ------- | ------- |
| Carli Brockway | ślizg       | CAN     | 58.48   | 58.48   |         |

### Skoki narciarskie
Chłopcy
| Zawodnik    | Konkurencja   | Runda 1   | Runda 1 | Runda 2   | Runda 2 | Razem  | Razem   |
| Zawodnik    | Konkurencja   | Odległość | Punkty  | Odległość | Punkty  | Punkty | Miejsce |
| ----------- | ------------- | --------- | ------- | --------- | ------- | ------ | ------- |
| Dusty Korek | Indywidualnie | 72.5m     | 123.8   | 70.5m     | 117.0   | 240.8  | 8.      |

Dziewczęta
| Zawodniczka    | Konkurencja   | Runda 1   | Runda 1 | Runda 2   | Runda 2 | Razem  | Razem   |
| Zawodniczka    | Konkurencja   | Odległość | Punkty  | Odległość | Punkty  | Punkty | Miejsce |
| -------------- | ------------- | --------- | ------- | --------- | ------- | ------ | ------- |
| Taylor Henrich | Indywidualnie | 64.0m     | 99.4    | 66.0m     | 105.2   | 204.6  | 5.      |

Mieszany konkurs drużynowy
| Zawodnicy                                | Konkurencja      | Runda 1 | Runda 2 | Razem  | Razem   |
| Zawodnicy                                | Konkurencja      | Punkty  | Punkty  | Punkty | Miejsce |
| ---------------------------------------- | ---------------- | ------- | ------- | ------ | ------- |
| Taylor Henrich Nathaniel Mah Dusty Korek | Drużyna mieszana | 277.1   | 309.9   | 587.0  |         |

### Snowboard
Chłopcy
| Zawodnicy          | Konkurencja | Kwalifikacje | Kwalifikacje | Kwalifikacje | Półfinał | Półfinał | Półfinał | Finał   | Finał   | Finał   |
| Zawodnicy          | Konkurencja | Zjazd 1      | Zjazd 2      | Miejsce      | Zjazd 1  | Zjazd 2  | Miejsce  | Zjazd 1 | Zjazd 2 | Miejsce |
| ------------------ | ----------- | ------------ | ------------ | ------------ | -------- | -------- | -------- | ------- | ------- | ------- |
| Michael Ciccarelli | Halfpipe    | 53.25        | 78.75        | 4 q          | 84.75    | 77.25    | 1 Q      | 74.50   | 84.00   | 4.      |
| Michael Ciccarelli | Slopestyle  | 86.50        | 90.75        | 1 Q          |          |          |          | 85.75   | 94.25   |         |
| Tyler Nicholson    | Slopestyle  | 55.75        | 82.75        | 3 Q          |          |          |          | 44.25   | 84.00   | 6.      |

Dziewczęta
| Zawodniczki       | Konkurencja | Kwalifikacje | Kwalifikacje | Kwalifikacje | Półfinał | Półfinał | Półfinał | Finał          | Finał          | Finał          |
| Zawodniczki       | Konkurencja | Zjazd 1      | Zjazd 2      | Miejsce      | Zjazd 1  | Zjazd 2  | Miejsce  | Zjazd 1        | Zjazd 2        | Miejsce        |
| ----------------- | ----------- | ------------ | ------------ | ------------ | -------- | -------- | -------- | -------------- | -------------- | -------------- |
| Audrey McManiman  | Halfpipe    | 51.50        | 37.00        | 7 q          | 64.25    | 34.00    | 4.       | Nie awansowała | Nie awansowała | Nie awansowała |
| Audrey McManiman  | Slopestyle  | 83.00        | 30.00        | 1 Q          |          |          |          | 84.25          | 62.75          |                |
| Quincy Korte-King | Halfpipe    | 57.00        | 59.00        | 5 q          | 48.25    | 71.75    | 3 Q      | 61.25          | 69.75          | 5.             |
| Quincy Korte-King | Slopestyle  | 75.75        | 66.00        | 6 Q          |          |          |          | 49.00          | 51.50          | 7.             |